# Забавные игры (фильм, 2007)
«Забавные игры» (англ. Funny Games U.S.) — американский фильм 2007 года, ремейк одноимённого фильма австрийского кинорежиссёра Михаэля Ханеке, снятый им спустя 10 лет после выхода оригинального немецкоязычного фильма.

## Сюжет
Фильм начинается с едущей в машине под музыку семьи Фарберов — Джорджа, Энн и их десятилетнего сына Джорджи. Семья приезжает в свой дом на озере, чтобы отдохнуть в течение нескольких дней. Там их встречает пёс Лаки. Вскоре заходит их ближайший сосед, чтобы помочь спустить на воду яхту; он приходит вместе с молодым человеком Полом, которого представил как сына своего бизнес-партнёра. Другой юноша, Питер, заходит к Энн и вежливым тоном просит несколько яиц. Она даёт, но он роняет их и просит ещё. Зайдя на кухню, он сталкивает телефон Энн в воду. Получив новую порцию яиц, он уходит, но возвращается, сказав, что разбил яйца из-за собаки, которая набросилась на него. Приходит Пол и просит у Энн ненадолго клюшку для гольфа, чтобы её опробовать.
Поведение парней не нравится Энн, и она, подозревая что-то неладное, просит их уйти, но они ведут себя нагло. Джордж и Джорджи возвращаются, услышав странный лай собаки. Джордж извиняется за недружелюбность жены по отношению к гостям, но вскоре, видя их поведение, он понимает, почему жена недовольна, и после хамства Пола даёт ему пощёчину. Тот ломает Джорджу ногу, после чего парни начинают издеваться над семьёй — играть в игры, приносящие им удовольствие.
Первая игра — «Холодно/Горячо»: Пол заставляет Энн искать собаку, которую он убил. Энн становится ясно, что Пол убил её клюшкой для гольфа. Когда Энн и Пол встречают соседей на яхте возле пристани, Энн ведёт себя так, будто Пол — её друг. Соседи отплывают. Темнеет. Пол в присутствии семьи Фарберов предлагает поспорить, что вся их семья будет мертва к 9 утра, то есть через 12 часов. Время от времени Пол и Питер называют себя Томом и Джерри, либо Бивисом и Баттхедом; Пол также обращается к зрителю, комментируя ситуацию.
Следующая игра — «Кот в мешке»: Пол надевает мешок на голову Джорджи и грозится задушить его, если его мать не разденется для Питера. Энн раздевается. Мальчик убегает к соседям, где обнаруживает, что они мертвы. Пол идёт за ним и находит его. Джорджи берёт ружьё и пытается убить Пола, однако ружьё не заряжено. Питер связывает Энн руки и ноги. Пол отдаёт ружьё Питеру, и парни начинают считалку, выбирая, кого убить. Питер остаётся, чтобы закончить игру, а Пол идёт на кухню за едой. Когда он возвращается, то обнаруживает, что Питер убил мальчика, а Джордж лежит со сломанной рукой. Убийцы выходят из дома и уезжают на машине.
Энн перерезает скотч, которым она связана, и пытается высушить мобильный телефон феном, чтобы вызвать помощь. Телефон не работает. Она уходит за помощью. Джордж продолжает сушить феном телефон, после чего он начинает работать. Джордж звонит в службу помощи, которую вызвать не удаётся. Энн попадается преступникам. Начинается третья игра — «Любящая жена»: если Энн сможет произнести молитву в обычном и обратном порядке без ошибок, то сможет выбрать, кто из них с мужем умрёт первым и чем будет убит — ружьём или ножом. Внезапно Энн выхватывает ружьё и убивает Питера. Пол находит пульт от телевизора и перематывает фильм назад. При повторении сцены он не даёт ей схватить ружьё и стреляет в Джорджа.
На рассвете садисты со связанной Энн прогуливаются на лодке по озеру. Пол сталкивает Энн в воду, выигрывая пари раньше установленного срока.
Преступники подплывают к пристани соседей — знакомых семьи Фарберов. Пол идёт к ним в дом и любезным тоном просит у хозяйки яйца.

## В ролях
| Актёр         | Роль    |
| ------------- | ------- |
| Наоми Уоттс   | Энн     |
| Тим Рот       | Джордж  |
| Майкл Питт    | Пол     |
| Брэди Корбет  | Питер   |
| Девон Гирхарт | Джорджи |
| Бойд Гэйнс    | Фред    |
| Шивон Фэллон  | Бетси   |

## История создания
В начале 2006 года Ханеке принял редкое в истории кино решение переснять свой же собственный фильм для более широкой (в данном случае американской) аудитории. Бюджет картины, в которой сыграли такие известные актёры, как Наоми Уоттс, Майкл Питт и Тим Рот, составил 15 млн долларов. По сообщениям прессы, съёмочный процесс стартовал в начале сентября в Нью-Йорке. Для постройки декораций дома использовались оригинальные чертежи, по которым были построены декорации фильма 97-го года.
В середине октября 2006 года газета Variety сообщила, что Warner Independent Pictures (WIP), подразделение студии Warner Brothers, занимающееся производством и прокатом малобюджетных и независимых фильмов, приобрела права на прокат картины в Северной Америке.
В конце 2007 года фильм был представлен на кинофестивале, а в начале 2008 года он вышел в широкий прокат.

## Оценки
Протоиерей Андрей Ткачёв: «Ханеке показывает настоящее зло. Жуткое, неумолимое, наслаждающееся страданием ближних. Зло, какого варианта нельзя избежать, от которого нельзя убежать... <...> Такое жестокое кино, не для удовольствия, не для того чтобы повеселиться. Но это правдивый фильм, и в отношении нашей незащищённости, и в отношении улыбчивости и не распознаваемости зла».